# Eudesmadiène
Les eudesmadiènes, ou sélinènes, sont une série de quatre sesquiterpènes isomères, qui ne diffèrent que par l'emplacement de leurs deux doubles liaisons C=C.

α-Sélinène.
β-Sélinène.
γ-Sélinène.
δ-Sélinene.

Une synthèse totale de l'eudesma-3-11-diène a été proposée en 1989. De nombreux composés dérivés se trouvent dans le règne végétal, spécialement dans la famille des astéracées où on en dénombrait déjà près de mille en 2005.